# 独島博物館
独島博物館（トクトはくぶつかん）は、大韓民国の鬱陵島にある竹島（韓国名:独島）を専門に扱う博物館。

## 概要

### 沿革
1995年、光復50周年に独島博物館設置が決まり、鬱陵郡が土地を提供、サムスン文化財団が施設を建設し、初代館長イ・チョンハクが30年余りの間国内外で収集した資料を中心に独島義勇守備隊同志会の資料などを加えて、1997年8月8日韓国内唯一の領土博物館として開館した。所在地は慶尚北道鬱陵郡鬱陵邑。

### 展示場
敷地面積2,441坪、施設延べ床面積484坪で、地下1階地上2階建て。1998年8月8日開館1周年を記念して独島博物館標石や野外独島博物院が造成された。
独島博物館の入口近くには「対馬島本是我国之地（対馬は韓国の領土）」と刻まれた石碑が立てられ、竹島だけでなく日本の対馬（長崎県）の領有もアピールしている。

## 事件
- 独島博物館の八道総図のレリーフで、本来の地図とは逆に于山島の位置が鬱陵島の西から東（竹島の位置）に移動してあり、于山島を竹島とする韓国の主張に合うように捏造されていることが下條正男によって指摘された[2]。
- 2011年8月1日、自民党の新藤義孝衆院議員、稲田朋美衆院議員、佐藤正久参院議員が「独島博物館」を見学・調査するとして鬱陵島に渡るべく韓国へ渡航したが、金浦空港にて入国を拒絶された[3]。また、その前日31日、下條正男・拓殖大教授も同様の目的で韓国へ渡ったが、仁川国際空港にて入国を拒否され1日未明引き返した[4]。